# Passagierschiff

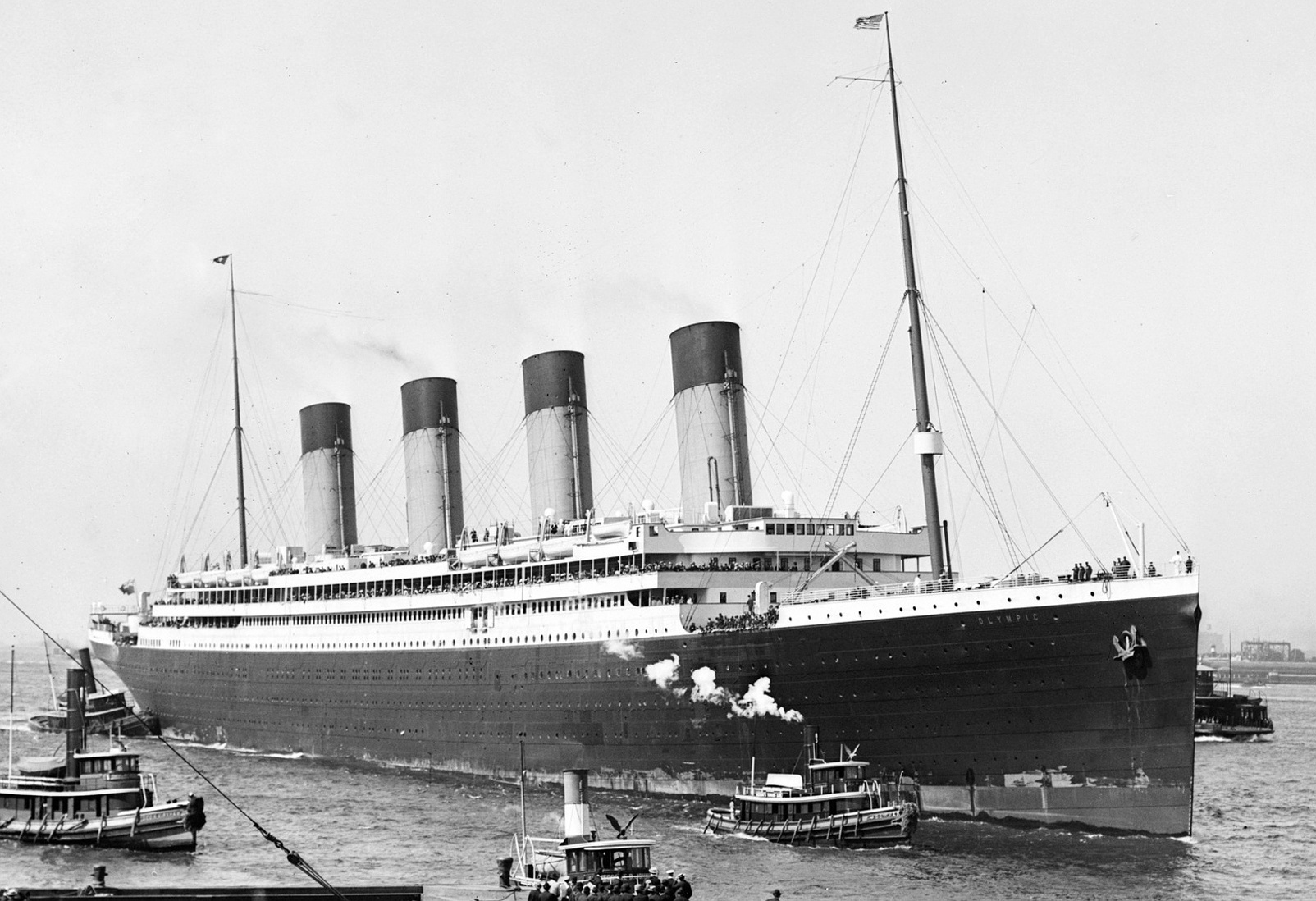
Der Transatlantikliner Olympic

Ein Passagierschiff oder Fahrgastschiff (FGS) ist ein Wasserfahrzeug spezieller Konstruktion, Ausrüstung und Einrichtung zur Beförderung und Versorgung von Personen (Passagieren) auf Binnenwasserstraßen (Binnenpassagierschiff), auf Küstengewässern (Küstenpassagierschiff, Seebäderschiff) oder über See (Kreuzfahrtschiff bzw. Überseepassagierschiff). Passagierschiffe mit Übernachtungsmöglichkeit nennt man Kabinenschiffe, solche ohne Kabinen sind Tagesausflugsschiffe. Die Fahrgäste werden Passagiere genannt (je nach Unterbringung Tagespassagiere, Deckspassagiere oder Kabinenpassagiere). Heute handelt es sich meistens um Touristen.
Nach der Einsatzart werden Linien-Fahrgastschiffe mit fahrplanmäßigen Abfahrten und Ankünften auf Kurz- und Langstrecken, Urlauber-Fahrgastschiffe und Kreuzfahrtschiffe für Vergnügungs- und Erholungsreisen unterschieden. Nach den Bestimmungen der Internationalen Konvention zum Schutz des menschlichen Lebens auf See ist jedes Handelsschiff mit mehr als zwölf Fahrgastplätzen ein Fahrgastschiff. Die Bezeichnung Passagierschiff ist jetzt im Sprachgebrauch üblich für seegehende Fahrgastschiffe und stammt aus dem Englischen von passenger vessel. Das Hochsee-Passagierschiff zeichnet sich durch umfangreiche Aufbauten mit mehreren Schiffsdecks aus.

## Entwicklung
Bis in die Mitte des 20. Jahrhunderts wurden große Passagierschiffe überwiegend als Verkehrsmittel genutzt. Im Liniendienst fuhren sie im Überseeverkehr, insbesondere auf der Transatlantik-Route zwischen Europa und Nordamerika und der Pazifik-Route zwischen Fernost und den USA. Dabei wurden die Passagiere je nach Komfort ihrer Unterbringung in mehrere Klassen unterteilt. Zur Zeit der europäischen Auswanderungen im 19. Jahrhundert bis Beginn des 20. Jahrhunderts begann nahezu täglich ein Passagierschiff die Reise von Europa nach Nordamerika. Allerdings übernahmen im Laufe der Zeit insbesondere auf weiteren Strecken Flugzeuge diese Aufgabe.
Die Konkurrenz durch den Flugverkehr und der aufkommende Tourismus führte dazu, dass große Passagierschiffe nun eher für Vergnügungsreisen genutzt wurden. Für Kreuzfahrten sind die Passagierschiffe häufig mit Swimmingpools und Bordpromenaden, Läden und Salons ausgestattet. Das derzeit größte Passagierschiff der Welt – zugleich das größte jemals gebaute Kreuzfahrtschiff – ist die Icon of the Seas (Stand 2023).
Das mit 75.156 BRZ größte Passagierschiff mit Autodecks sind die Color Magic und die Color Fantasy.
Für kleinere Strecken im Binnen-, Küsten- und Inselverkehr werden Passagierschiffe allerdings nach wie vor eingesetzt, mitunter mit der Möglichkeit des Kfz- und Post-Transports (Fähre).
Schiffe, die Fahrgastschiff und Frachtschiff in sich vereinen, werden als Kombischiff bezeichnet.
Einige der weltweit verkehrenden Passagierschiffe sind aufgrund der niedrigen Lohnkosten, Steuern und geringeren behördlichen Auflagen in sogenannten Billigflaggen-Ländern wie Bahamas registriert.

## Emissionen
Passagierschiffe verursachen Emissionen, die aufgrund des vor allem bei Kreuzfahrtschiffen verwendeten Schweröls als Kraftstoff und mangelhafter Abgasreinigung eine starke Umweltbelastung darstellen.

## Anzahl der Passagierschiffe in Deutschland
Nach der Statistik der deutschen Handelsflotte des BSHI gab es am 31. Dezember 2019 insgesamt 83 Schiffe zur Personenbeförderung mit 28.819 BRZ unter deutscher Flagge, davon 2 im internationalen Register und 11 mit 776.126 BRZ unter fremder Flagge.

## Größenentwicklung der Passagierschiffe (nach Vermessung)

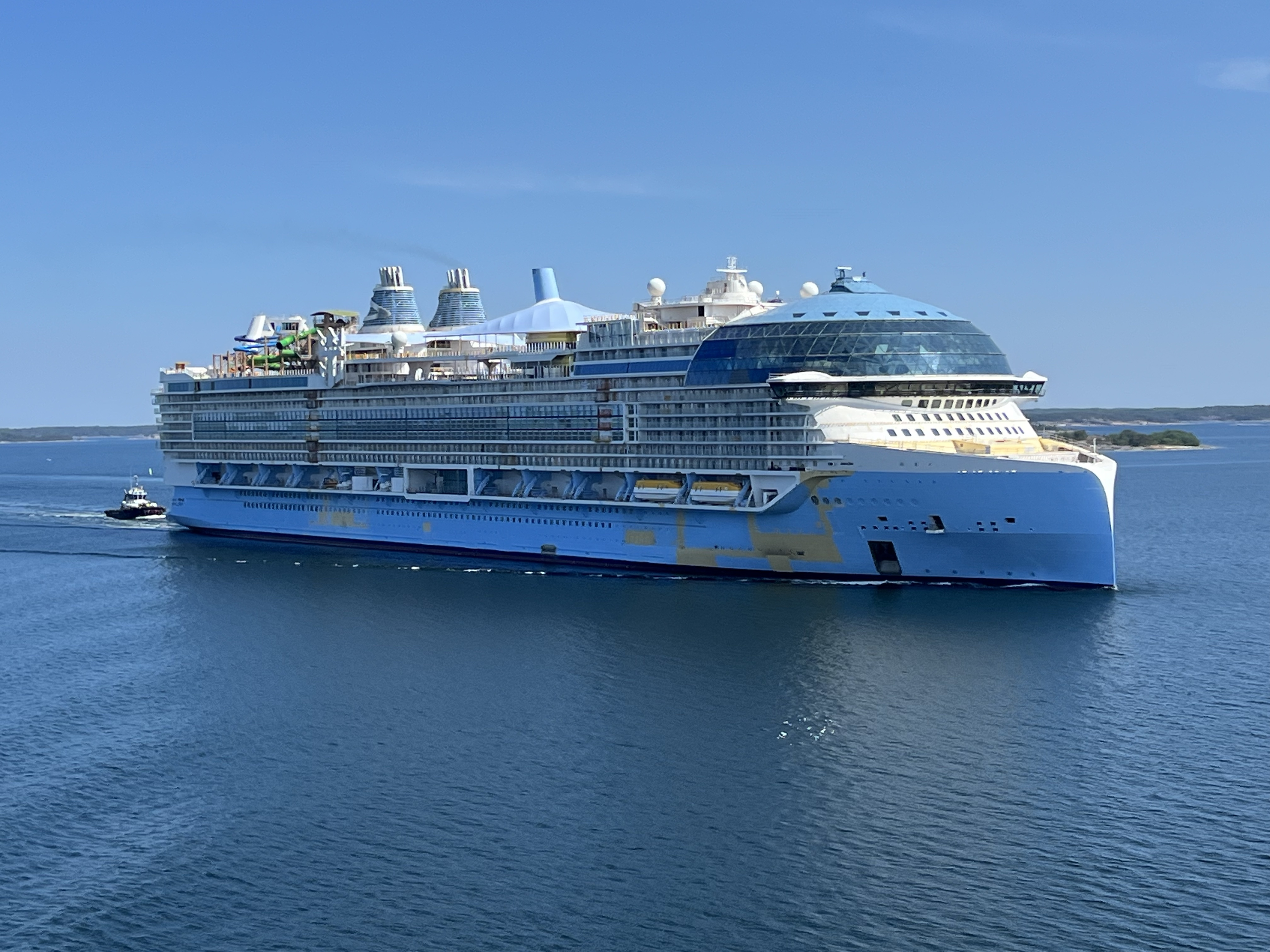
Icon of the Seas, das größte Passagierschiff der Welt

| Jahr | Name                      | Vermessung  | Reederei                                                   |
| ---- | ------------------------- | ----------- | ---------------------------------------------------------- |
| 1819 | Savannah                  | 320 BRT     | Savannah Steamship Company                                 |
| 1825 | Baron of Renfrew          | 5.294 BRT   | Charles Wood                                               |
| 1831 | Royal William             | 540 BRT     | St. John & Halifax Steam Navigation Company                |
| 1838 | Great Western             | 1.340 BRT   | Great Western Steamship Company                            |
| 1839 | British Queen             | 1.862 BRT   | British & American Steam Navigation Company                |
| 1840 | President                 | 2.366 BRT   | British & American Steam Navigation Company                |
| 1845 | Great Britain             | 3.270 BRT   | Great Western Steamship Company                            |
| 1853 | Himalaya                  | 3.438 BRT   | P & O Steam Navigation Company Ltd.                        |
| 1853 | Atrato                    | 3.466 BRT   | Royal Mail Line Ltd.                                       |
| 1857 | Adreatic                  | 4.145 BRT   | New York & Liverpool United States Mail S.S. Co. (Collins) |
| 1860 | Great Eastern             | 18.915 BRT  | Eastern Steam Navigation Company                           |
| 1867 | Great Republic            | 4.352 BRT   | Pacific Mail Steamship Company Inc.                        |
| 1871 | Egypt                     | 4.670 BRT   | National Line Ltd.                                         |
| 1873 | City of Chester           | 4.770 BRT   | Inman Line Ltd.                                            |
| 1874 | Britannic                 | 5.008 BRT   | White Star Line Ltd.                                       |
| 1875 | City of Berlin            | 5.526 BRT   | Inman Line Ltd.                                            |
| 1881 | Servia                    | 7.391 BRT   | Cunard Line                                                |
| 1881 | City of Rome              | 8.415 BRT   | Inman Line                                                 |
| 1888 | City of New York          | 10.499 BRT  | Inman Line                                                 |
| 1892 | Campania                  | 12.950 BRT  | Cunard Line                                                |
| 1893 | Lucania                   | 12.952 BRT  | Cunard Line                                                |
| 1897 | Pennsylvania              | 13.023 BRT  | HAPAG                                                      |
| 1897 | Kaiser Wilhelm der Große  | 14.349 BRT  | Norddeutscher Lloyd                                        |
| 1899 | Oceanic                   | 17.274 BRT  | White Star Line Ltd.                                       |
| 1901 | Celtic                    | 21.035 BRT  | White Star Line Ltd.                                       |
| 1905 | Amerika                   | 22.225 BRT  | HAPAG                                                      |
| 1905 | Baltic                    | 23.876 BRT  | White Star Line Ltd.                                       |
| 1906 | Kaiserin Auguste Viktoria | 24.581 BRT  | HAPAG                                                      |
| 1907 | Lusitania                 | 31.550 BRT  | Cunard Line Ltd.                                           |
| 1907 | Mauretania                | 31.938 BRT  | Cunard Line Ltd.                                           |
| 1911 | Olympic                   | 45.234 BRT  | White Star Line Ltd.                                       |
| 1912 | Titanic                   | 46.329 BRT  | White Star Line Ltd.                                       |
| 1913 | Imperator                 | 52.117 BRT  | HAPAG                                                      |
| 1914 | Vaterland                 | 54.282 BRT  | HAPAG                                                      |
| 1922 | Majestic (ex. Bismarck)   | 56.551 BRT  | White Star Line Ltd.                                       |
| 1923 | Leviathan (ex. Vaterland) | 59.956 BRT  | United States Lines Inc.                                   |
| 1935 | Normandie                 | 79.280 BRT  | Compagnie Générale Transatlantique S.A.                    |
| 1936 | Queen Mary                | 80.774 BRT  | Cunard-White Star Ltd.                                     |
| 1936 | Normandie (nach Umbau)    | 83.423 BRT  | Compagnie Générale Transatlantique S.A.                    |
| 1940 | Queen Elizabeth           | 83.673 BRT  | Cunard-White Star Ltd.                                     |
| 1996 | Carnival Destiny          | 101.509 BRZ | Carnival Cruise Lines Inc.                                 |
| 1997 | Grand Princess            | 108.865 BRZ | P & O Princess Cruises Ltd.                                |
| 1999 | Voyager of the Seas       | 137.276 BRZ | Royal Caribbean Cruise Line A/S                            |
| 2000 | Explorer of the Seas      | 137.308 BRZ | Royal Caribbean Cruise Line A/S                            |
| 2002 | Navigator of the Seas     | 138.279 BRZ | Royal Caribbean Cruise Line A/S                            |
| 2004 | Queen Mary 2              | 148.528 BRZ | Cunard Line Ltd.                                           |
| 2006 | Freedom of the Seas       | 154.407 BRZ | Royal Caribbean Cruise Line A/S                            |
| 2009 | Oasis of the Seas         | 225.282 BRZ | Royal Caribbean Cruise Line A/S                            |
| 2010 | Allure of the Seas        | 225.282 BRZ | Royal Caribbean Cruise Line A/S                            |
| 2016 | Harmony of the Seas       | 226.963 BRZ | Royal Caribbean Cruise Line A/S                            |
| 2018 | Symphony of the Seas      | 228.081 BRZ | Royal Caribbean Cruise Line A/S                            |
| 2022 | Wonder of the Seas        | 235.600 BRZ | Royal Caribbean Cruise Line A/S                            |
| 2023 | Icon of the Seas          | 250.800 BRZ | Royal Caribbean International                              |